# Castiglione della Pescaia
Castiglione della Pescaia is een gemeente in de Italiaanse provincie Grosseto (regio Toscane) en telt 7429 inwoners (31-12-2004). De oppervlakte bedraagt 209,0 km², de bevolkingsdichtheid is 36 inwoners per km².
De volgende frazioni maken deel uit van de gemeente: Ampio, Buriano, Macchiascandona, Pian d'Alma, Pian di Rocca, Ponti di Badia, Punta Ala, Riva del Sole, Roccamare, Rocchette, Tirli en Vetulonia. Vlak voor de kust nabij Punta Ala ligt het eilandje Sparviero.

## Demografie
Castiglione della Pescaia telt ongeveer 3367 huishoudens. Het aantal inwoners steeg in de periode 1991-2001 met 1,1% volgens cijfers uit de tienjaarlijkse volkstellingen van ISTAT.
| Jaar | Inwoneraantal |
| ---- | ------------- |
| 1991 | 7195          |
| 2001 | 7272          |

## Geografie
De gemeente ligt op ongeveer 4 meter boven zeeniveau.
Castiglione della Pescaia grenst aan de volgende gemeenten: Gavorrano, Grosseto en Scarlino.

## Galerij

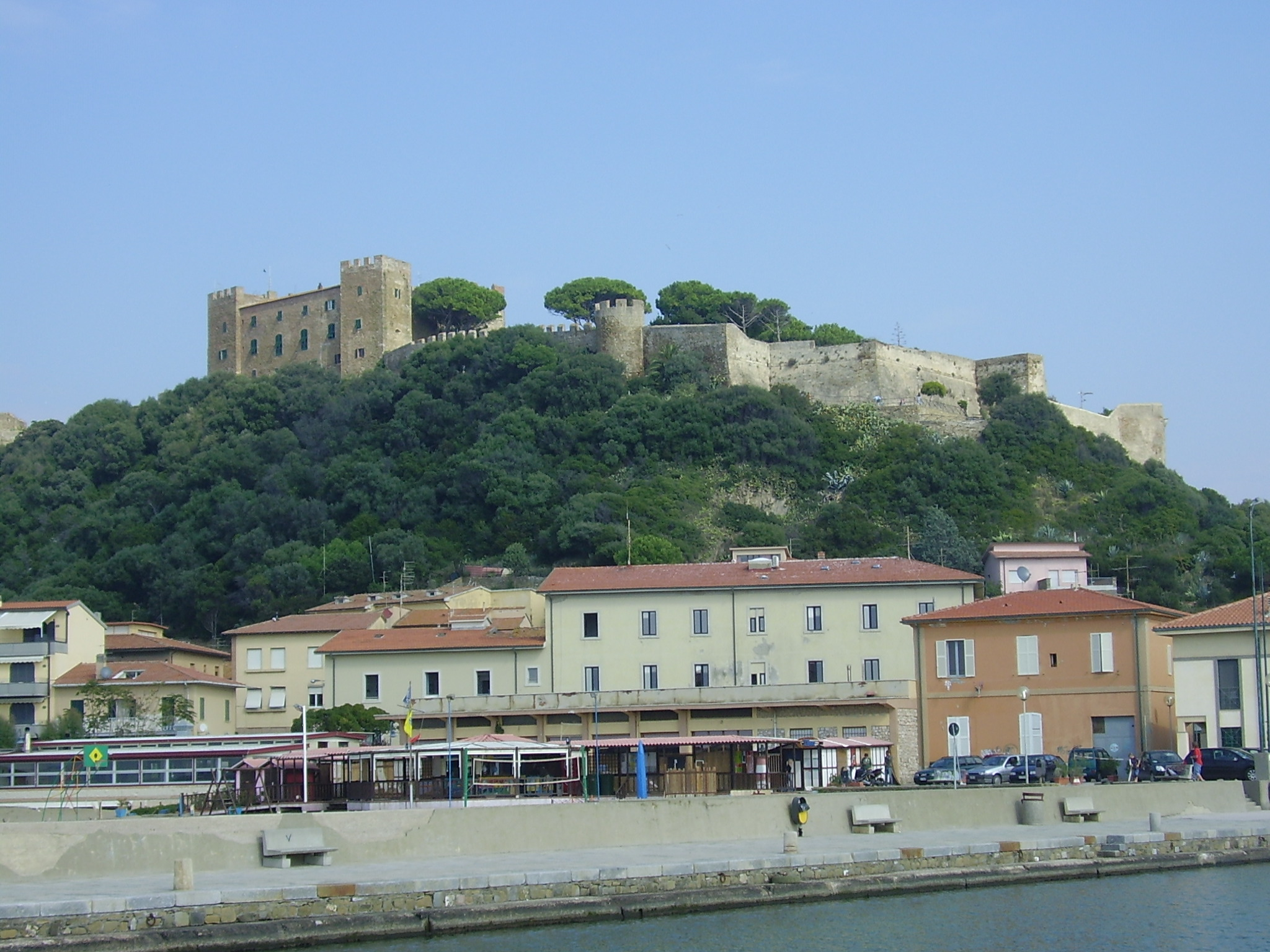
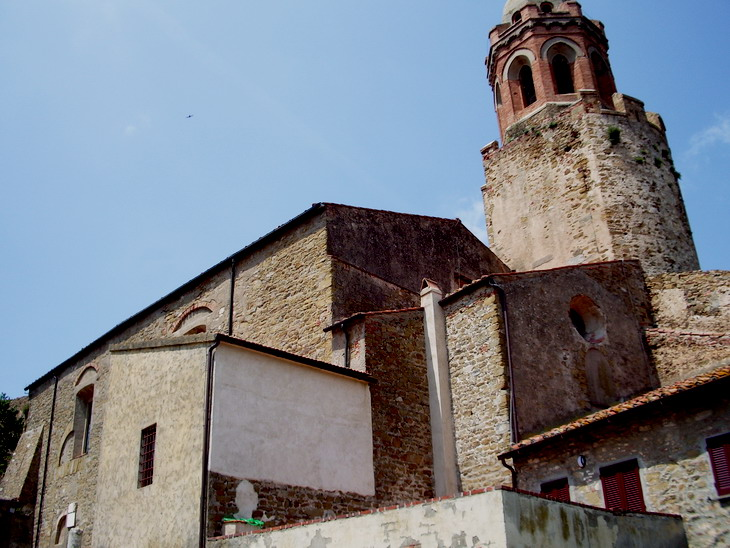
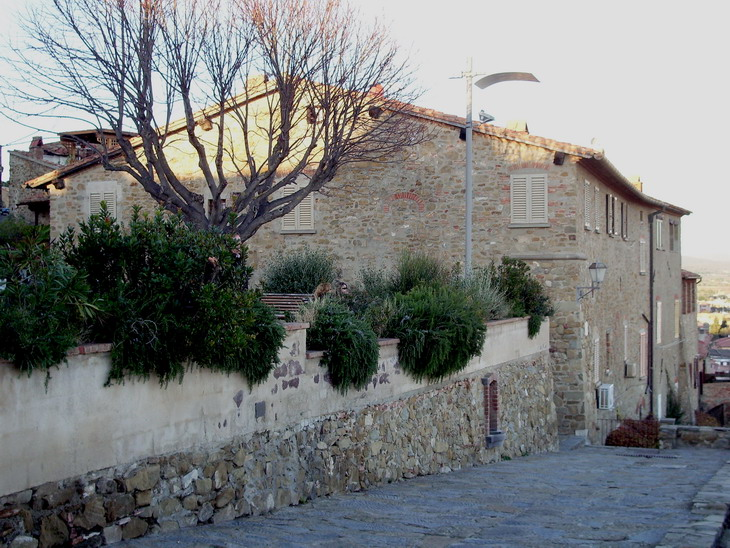
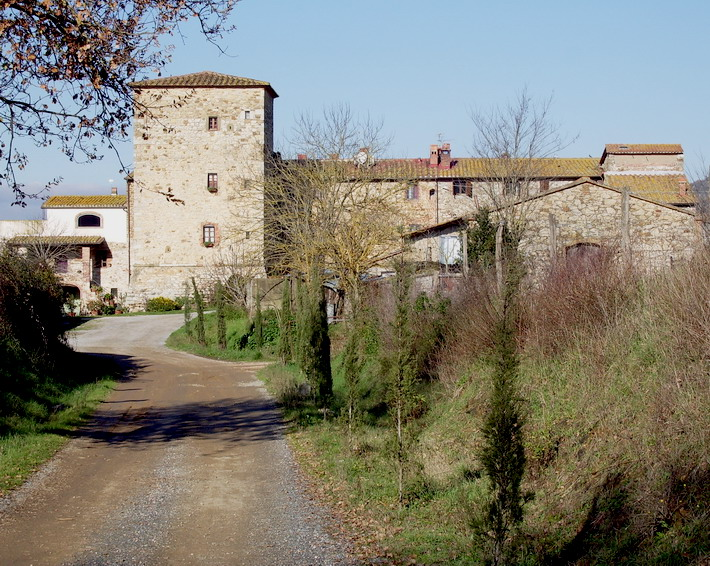
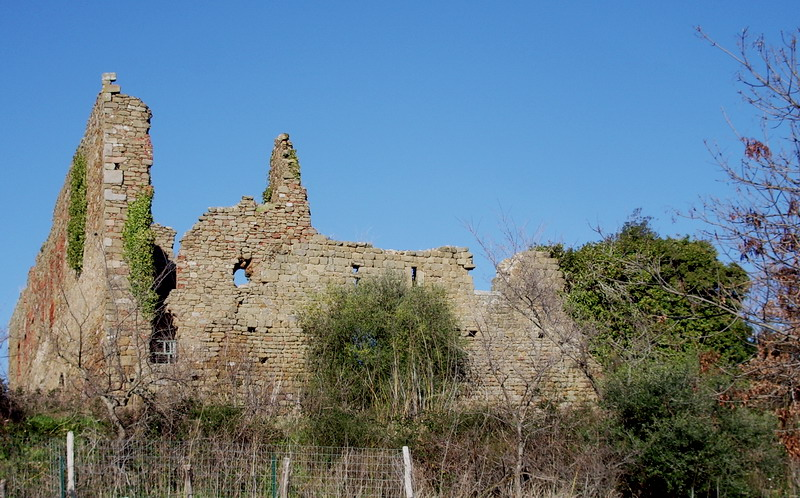
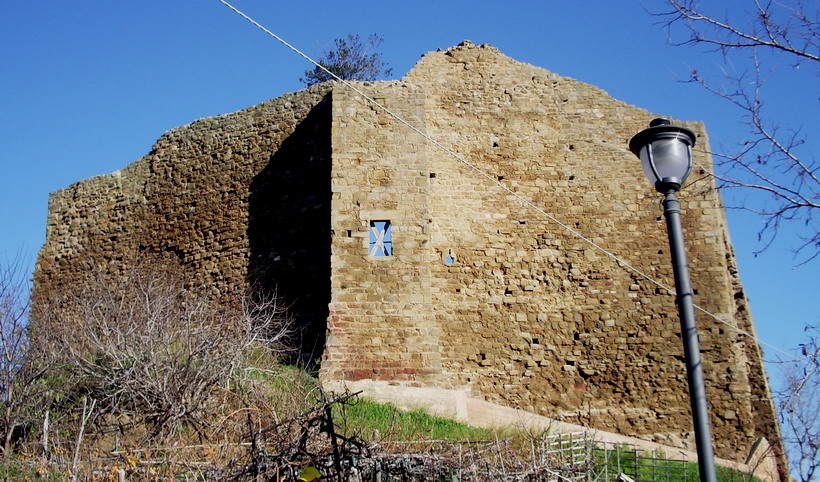
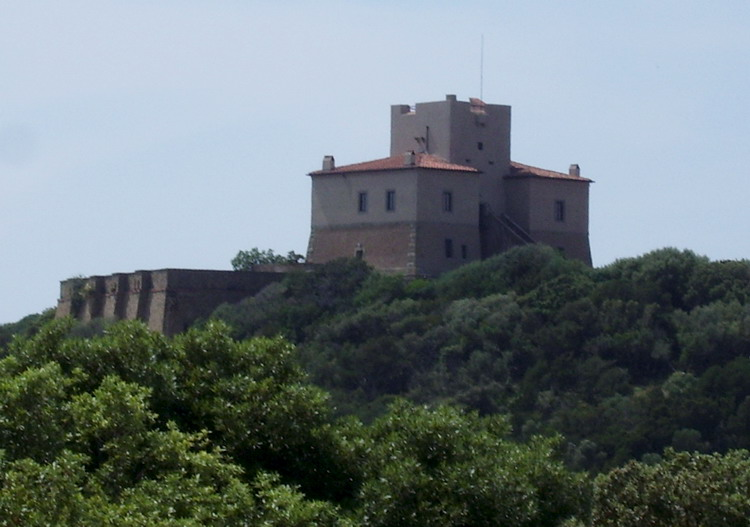
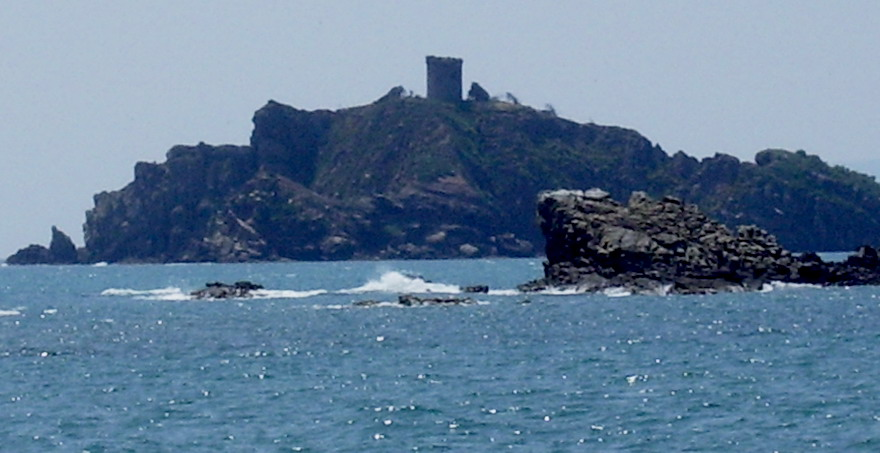
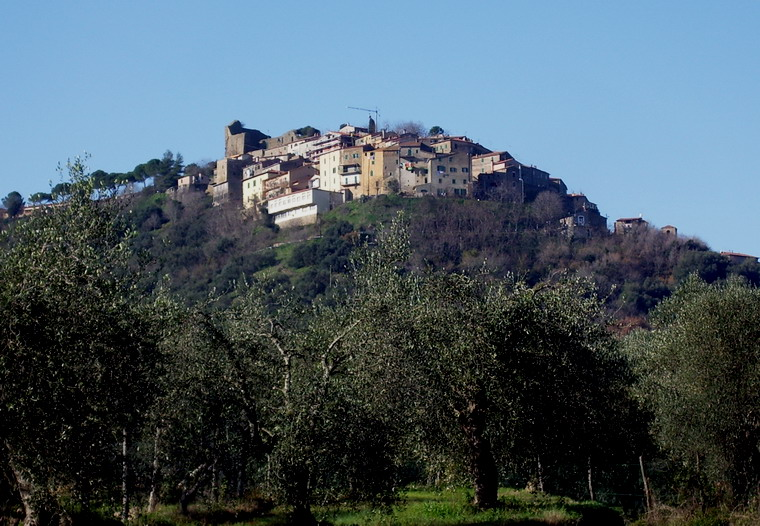

Arcidosso · Campagnatico · Capalbio · Castel del Piano · Castell'Azzara · Castiglione della Pescaia · Cinigiano · Civitella Paganico · Follonica · Gavorrano · Grosseto · Isola del Giglio · Magliano in Toscana · Manciano · Massa Marittima · Monte Argentario · Monterotondo Marittimo · Montieri · Orbetello · Pitigliano · Roccalbegna · Roccastrada · Santa Fiora · Scansano · Scarlino · Seggiano · Semproniano · Sorano
1. ↑  https://demo.istat.it/?l=it.